# Rékai Nándor (karmester)
Rékai Nándor Frigyes, 1907-ig Riedl (Pest, 1870. február 6. – Budapest, VI. kerület, 1943. október 7.) magyar karmester, zeneszerző. Rékai András operarendező és Rékai Miklós hárfaművész apja.

## Élete
Riedl Frigyes (1847–1929) az operaházi kasírozó osztály vezetőjének és Urbán Mária (1848–1938) gyermekeként született. Hatéves korától zongorázni, öt évvel később már hegedülni is tanult. Első nyilvános fellépése 1880 körül volt. Középiskoláit szülővárosában végezte. Zenei tanulmányokat a Nemzeti Zenedében folytatott, ahol Hubay Jenő, Gobbi Alajos és Benkő Henrik tanítványa volt, majd 1887-ben a Magyar Királyi Operaház tagja lett. 1887 és 1901 között az Operaház zenekarában játszott. 1892-től mint brácsás, több alkalommal a Bayreuthi Ünnepi Játékok zenekarának tagja volt. Az 1895-ben alakult Grünfeld-Bürger kamaranégyes tagjaként évente 8-10 hangversenyen szerepelt. 1901 és 1912 között az Operaház korrepetitoraként dolgozott. Harmincéves korában lépett zeneszerzőként a nyilvánosság elő Erdőben című zenekari szvitjével. 1903-ban írta Koncert-nyitányát (Kuruc nyitány), majd két évvel később egy magyar dallamra írt zenekari variációival aratott sikert. Mindhárom művét Kerner István vezényelte. Első operáját, A nagyidai cigányokat, 1906-ban mutatták be a budapesti Operaházban. 1907-ben Helsinkiben működött és magyar műsorú hangversenyeket vezényelt. 1912. november 12-én mutatták be vezényletével második egész estés operáját, a György barát című magyar történelmi dalművét, mellyel elnyerte a Mészáros-pályázat díját. Az előadást Alszeghy Kálmán rendezte és főszerepet játszott többek között Dömötör Ilona, Szemere Árpád és Székelyhidy Ferenc. Két évvel később kinevezték az Operaház karmesterévé. A következő években több saját zeneművet írt, s meglévő műveket dolgozott át. Nevéhez számos mű budapesti bemutatója kötődik (Puccini: Turandot, Debussy: Pelléas és Mélisande, Sztravinszkij: Oedipus Rex). 1926-ban a vallás-és közoktatásügyi miniszter az Operaház karnagyává nevezte ki. 1929-ben az általa irányított intézmény együttesével Nürnbergben vendégszerepelt. Az Operaház megalakulásának 50 éves jubileumán ő vezényelte az ünnepi előadást. Ugyanekkor megkapta a Signum Laudist. 1936-ban az Operaház dramaturgja és zenei tanácsadója lett. 1939-ben ünnepelte művészi munkásságának 50 éves évfordulóját: ebből az alkalomból az Operaház az átdolgozott A nagyidai cigányok című művét adta elő. Ugyanekkor kormányfőtanácsosi címet nyert. Élete utolsó éveiben is tevékeny részt vállalt a magyar zenei életben.
Az említett műveken kívül még írt zenekari dalciklust (Hangulat-képek), zenekari fantáziát (Délibáb a pusztában), egy zenekari szvitet (A nagyidai cigányok zenéjéből) és két vonósnégyest. Átdolgozta Erkel Bánk bán című operájának címszerepét tenorról bariton hangnemre.

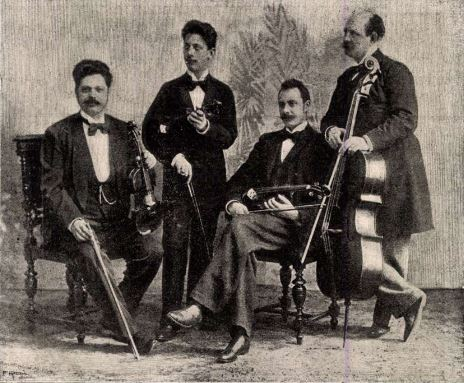
Grünfeld Vilmos hegedűművész, Berkovits Lajos hegedűművész, Rékai Nándor és Bürger Zsigmond gordonkaművész. (1898 körül)

1913-ban beválasztották az Eötvös szabadkőműves páholy tagjai közé.

## Magánélete
Házastársa Fehér Irén (1874–1950) volt, akit 1896. október 25-én Budapesten vett nőül.
Gyermekei
- Rékai András (1901–1968) operarendező.
- Rékai Miklós (1906–1959) hárfaművész.

## Művei

### Operái
- A nagyidai cigányok. Szövegét Arany János tragikomikus eposzából Várady Sándor írta. Bemutató: 1906. február 24., Magyar Királyi Operaház
- György barát. Szövegét, saját Teleki-díjas szomorújátékából, Tardos Viktor írta. Bemutató: 1910. november 12., Magyar Királyi Operaház. Felújították: 1921. február 3.
- Erkel Ferenc Névtelen hősök című operájának átdolgozása. Kern Aurél operaigazgató megbízásából. 1916.